# Argentina Open 2016 - Qualificazioni singolare
Le qualificazioni del singolare  dell'Argentina Open 2016 sono state un torneo di tennis preliminare per accedere alla fase finale della manifestazione. I vincitori dell'ultimo turno sono entrati di diritto nel tabellone principale. In caso di ritiro di uno o più giocatori aventi diritto a questi sono subentrati i lucky loser, ossia i giocatori che hanno perso nell'ultimo turno ma che avevano una classifica più alta rispetto agli altri partecipanti che avevano comunque perso nel turno finale.

## Teste di serie
1. Marco Cecchinato (qualificato)
2. Facundo Bagnis (qualificato)
3. Daniel Gimeno Traver (primo turno)
4. Albert Montañés (qualificato)

1. Facundo Argüello (ultimo turno, Lucky loser)
2. Gastão Elias (qualificato)
3. Máximo González (primo turno)
4. Blaž Rola (ultimo turno)

## Qualificati
1. Marco Cecchinato
2. Facundo Bagnis

1. Gastão Elias
2. Albert Montañés

### Lucky Loser
1. Facundo Argüello

## Tabellone

### Legenda
| - Q = Qualificato - WC = Wild card - LL = Lucky loser | - ALT = Alternate - SE = Special Exempt - PR = Protected Ranking | - w/o = Walkover - r = Ritirato - d = Squalificato |

### Sezione 1
|  | Primo turno | Primo turno          | Primo turno          | Primo turno | Primo turno |  |  | Ultimo turno | Ultimo turno     | Ultimo turno     | Ultimo turno | Ultimo turno |  |
|  |             |                      |                      |             |             |  |  |              |                  |                  |              |              |  |
|  | 1           | Marco Cecchinato     | Marco Cecchinato     | 6           | 6           |  |  |              |                  |                  |              |              |  |
|  |             | Juan Ignacio Galarza | Juan Ignacio Galarza | 1           | 2           |  |  | 1            | Marco Cecchinato | Marco Cecchinato | 6            | 7            |  |
|  | WC          | Andrea Collarini     | Andrea Collarini     | 3           | 6(6)        |  |  | 5            | Facundo Argüello | Facundo Argüello | 3            | 5            |  |
|  | 5           | Facundo Argüello     | Facundo Argüello     | 6           | 7           |  |  |              |                  |                  |              |              |  |

### Sezione 2
|  | Primo turno | Primo turno     | Primo turno     | Primo turno | Primo turno |  |  | Ultimo turno | Ultimo turno   | Ultimo turno   | Ultimo turno | Ultimo turno |  |
|  |             |                 |                 |             |             |  |  |              |                |                |              |              |  |
|  | 2           | Facundo Bagnis  | 6               | 6(5)        | 6           |  |  |              |                |                |              |              |  |
|  |             | Pedro Cachín    | 2               | 7           | 0           |  |  | 2            | Facundo Bagnis | Facundo Bagnis | 7            | 6            |  |
|  |             | Hernán Casanova | Hernán Casanova | 0           | 2           |  |  | 8            | Blaž Rola      | Blaž Rola      | 5            | 1            |  |
|  | 8           | Blaž Rola       | Blaž Rola       | 6           | 6           |  |  |              |                |                |              |              |  |

### Sezione 3
|  | Primo turno | Primo turno           | Primo turno           | Primo turno | Primo turno |  |  | Ultimo turno | Ultimo turno     | Ultimo turno     | Ultimo turno | Ultimo turno |  |
|  |             |                       |                       |             |             |  |  |              |                  |                  |              |              |  |
|  | 3           | Daniel Gimeno Traver  | Daniel Gimeno Traver  | 3           | 2           |  |  |              |                  |                  |              |              |  |
|  |             | Guilherme Clezar      | Guilherme Clezar      | 6           | 6           |  |  |              | Guilherme Clezar | Guilherme Clezar | 5            | 6(9)         |  |
|  | WC          | Tomás Lipovsek Puches | Tomás Lipovsek Puches | 2           | 6(4)        |  |  | 6            | Gastão Elias     | Gastão Elias     | 7            | 7            |  |
|  | 6           | Gastão Elias          | Gastão Elias          | 6           | 7           |  |  |              |                  |                  |              |              |  |

### Sezione 4
|  | Primo turno | Primo turno      | Primo turno     | Primo turno | Primo turno |  |  | Ultimo turno | Ultimo turno     | Ultimo turno     | Ultimo turno | Ultimo turno |  |
|  |             |                  |                 |             |             |  |  |              |                  |                  |              |              |  |
|  | 4           | Albert Montañés  | Albert Montañés | 7           | 7           |  |  |              |                  |                  |              |              |  |
|  |             | José Pereira     | José Pereira    | 6(5)        | 6(6)        |  |  | 4            | Albert Montañés  | Albert Montañés  | 6            | 6            |  |
|  |             | Filippo Volandri | 6               | 4           | 6           |  |  |              | Filippo Volandri | Filippo Volandri | 3            | 4            |  |
|  | 7           | Máximo González  | 4               | 6           | 4           |  |  |              |                  |                  |              |              |  |